# Арройо дель Рио, Карлос Альберто
Карлос Альберто Арройо дель Рио (исп. Carlos Alberto Arroyo del Río; 27 ноября 1893, Гуаякиль — 31 октября 1969, там же) — эквадорский политический деятель, и. о. президента в 1939 году, президент Эквадора в 1940—1944 годах.

## Биография
С 1911 года изучал право в университете Гуаякиля. В 1914 получил степень бакалавра.
Член Либеральной партии. Занимался адвокатской практикой.
В 1915 году стал заместителем секретаря провинциального департамента образования. Был избран депутатом Конгресса от провинции Гуаяс. В 1917—1918 годах — секретарь Совета Гуаякиля, в том же году стал профессором социологии на факультете права университета, позже преподавал гражданское право. Прекрасный оратор. В 1922 году возглавлял муниципалитет города Гуаякиль. В 1924 году был избран сенатором. В 1926 году был избран деканом юридического факультета и членом Верховного Совета Либеральной партии Эквадора. В 1931 году избран вице-президентом университета Гуаякиля. В 1935 году — лидер Либеральной партии, вновь стал сенатором. В 1940 году избран членом Национальной лингвистической академии Эквадора. Одержал победу на президентских выборах 1940 года.
С 18 ноября по 10 декабря 1939 года — исполняющий обязанности президента страны. С 1 сентября 1940 по 28 мая 1944 года — 32-й президент Эквадора.
Во время его президентства Эквадор потерпел поражение в перуано-эквадорской войне 1941 года. После попытки установления полицейского государства был отстранен от власти в результате беспорядков. На посту президента его сменил Хосе Мария Веласко Ибарра.